# Рейтан (герб)
Рейтан (пол. Rejtan, Reytan) — польский дворянский герб немецкого происхождения.

## Происхождение
Согласно описанию Юлиуша Островского, герб принадлежал немецкому роду Рейтан (нем. Reithein, Reuten), представители которого «около 1660 года осели в Прусах, Мазовии и Литве».

## Описание
В поле червлёном — на сивом коне всадник вооружённый с копьём, вперед направленным. Над шлемом в короне — полрыцаря вооружённого с копьём вниз опущенным в правой руке, левой на бедро опирающегося. Намёт красный, подбитый серебром.
Оригинальный текст (пол.) W polu czerwonym – na siwym koniu jeździec zbrojny z kopią naprzód wymierzoną. Nad hełmem w koronie – pół rycerza zbrojnego z kopią na dół żeleźcem w prawej, z lewą na biodrze opartą. Labry czerwone podbite srebrem.
— Juliusz Ostrowski: Księga herbowa rodów polskich, T.2
В описании герба в Гербовнике Северина Уруского указано, что рыцарь, как на щите, так и над шлемом в короне, держит в каждой руке по копью с прапором.

## Роды — носители герба
Rejtan, Rejten, Reytan, Reyten.

## Известные представители
Тадеуш Рейтан (1740—1780) — депутат Сейма Речи Посполитой (1773 г.).